# Ceriana unipunctata
Ceriana unipunctata är en tvåvingeart som först beskrevs av Doesburg 1956.  Ceriana unipunctata ingår i släktet griffelblomflugor, och familjen blomflugor.
Artens utbredningsområde är Zimbabwe. Inga underarter finns listade i Catalogue of Life.